# 오주희
오주희(1986년 4월 16일 ~ )는 대한민국의 성우로, 2015년에 한국방송 성우극회 공채 40기로 입사했다.

## 출연작

### 애니메이션
- 고고버스(투니버스) - 세라
- 몬스터 탑(KBS) - 다웅, 테라곤
- 코드네임 X(KBS) - 푸들 비서
- 립체인저(카툰네트워크) - 레이, 샐리
- 포켓몬스터(투니버스, KBS 키즈, 재능TV) - 스마트로토무, 간호순
- 댕댕 어드벤처(KBS) - 코코

### 극장판 애니메이션
- 극장판 헬로 카봇: 수상한 마술단의 비밀 - 그린팜

### 플래시 애니메이션
- 연예인 지옥(오인용) - 미스 김, 미스 리

### 외화
- 닥터후 시즌 10(KBS) - 간호사(앨리슨 린토트)
- 디셉션(KBS) - 알리시아(메간 페이)

### 라디오 드라마

#### KBS 무대(KBS 한민족방송)
- 2015.08.29 <죽거나 죽이거나> - 카페 점원
- 2015.09.12 <별일 없이 산다> - 회원
- 2015.10.02 <연극이 끝난 후> - 리포터
- 2015.11.21 <아버지의 탄생> - 꼬마 3
- 2015.12.19 <몸 빌려주는 남자> - 귀신 3/40남 부인
- 2015.12.26 <뺑, 로또 그리고 선물> - 유부녀
- 2016.01.02 <둥근 달이 떴습니다> - 아줌마 2
- 2016.01.30 <더불어 갈구리> - 정한심
- 2016.02.13 <이리온, 리우> - 아이의 엄마
- 2016.02.20 <어느 곳에나 있는 여자> - 최대리
- 2016.02.27 <컨츄리 라디오> - 할머니
- 2016.03.05 <재원이는 1학년> - 여학생
- 2016.03.12 <곡예사의 첫사랑> - 여자 2
- 2016.03.26 <위층 남자> - 엄마
- 2016.05.07 <위대한 이혼식> - 안작가
- 2016.05.21 <바담 풍, 바람 퐁> - 명훈
- 2016.05.28 <폭식을 멈추는 0번째 방법> - 영란
- 2016.06.04 <나는 꿈꾸었다> - 친구 1
- 2016.06.18 <위험한 아이> - 오씨
- 2016.07.09 <바람이 분다> - 여자 1
- 2016.07.23 <날아라 변태> - 정기의 아내
- 2016.08.13 <알파준> - 담임
- 2016.09.17 <나비> - 손님 2
- 2016.10.01 <Yesterday> - 미자
- 2016.10.22 <아버지를 찾아서> - 친구 1
- 2016.10.29 <아싸라비아, 천억만> - 친구 1
- 2016.12.17 <내게 비트를 들려줘> - 반찬손님
- 2016.12.24 <나의 오리지날 짝퉁> - 미경
- 2016.12.31 <2라운드, BOX!> - 약사
- 2017.01.28 <꺼지지 않는 TV> - 상미/여배우/주민 2

#### 라디오 문학관(KBS 라디오)
- 2015.02.15 이만교 <표정 관리 주식회사> - 의사 2
- 2015.03.01 윤성희 <휴가> - 엄마
- 2015.03.08 김희선 <라면의 황제> - 메리
- 2015.05.31 윤고은 <불타는 작품> - 관람객 3
- 2015.11.08 김나정 <어쩌다> - 어머니
- 2015.11.15 해이수 <뒷모습에 아프다> - 여자 성우
- 2015.11.29 윤민우 <원피스> - 여자 손님
- 2015.12.06 김애란 <너의 여름은 어떠니> - 막내 작가
- 2016.01.10 권여선 <이모> - 이웃여자
- 2016.01.17 이청해 <어디까지 왔나> - 여자 2
- 2016.01.31 최정나 <전에도 봐놓고 그래> - 노파
- 2016.02.07 이수경 <자연사 박물관> - 여주인
- 2016.02.14 황승욱 <세탁실> - 여자 성우
- 2016.02.28 이진원 <손님> - 손님 1
- 2016.03.06 장마리 <가족의 증명> - 단임
- 2016.03.20 정도상 <장씨의 어떤 하루> - 아내
- 2016.03.27 사익판 <전염 무반주> - 여동생
- 2016.04.03 박황 <해우> - 이윤숙
- 2016.04.10 성은영 <귀향의 끝> - 어머니
- 2016.05.29 조용준 <선릉 산책> - 점원
- 2016.06.19 백수린 <중국인 할머니> - 외숙모
- 2016.07.03 이은선 <유리주의> - 정자
- 2016.07.18 손보미 <여자들의 세상> - 의사
- 2016.07.31 김주동 <조합인간> - 이정희
- 2016.08.14 도진기 <악마의 증명> - 여자 성우
- 2016.08.28 송시우 <좋은친구> - 301호
- 2016.09.04 홍지화 <드라이아이스> - 아나운서
- 2016.09.11 김호경 <남자의 아버지> - 혜영
- 2016.10.09 김영하 <너를 사랑하고도> - 여자 2
- 2016.11.06 이청해 <신영보증기금에서 온 사내> - 아내
- 2016.11.20 고은규 <오빠의 알레르기> - 소영

#### 라디오 극장(KBS 라디오)
- 2015.04.01~2015.04.30 정유정 <7년의 밤> - 단역
- 2015.06.01~2015.06.30 이창훈 <퇴계 이황이 된 고교 일진 라이언> - 단역
- 2015.09.01~2015.09.30 박하익 <선암여고 탐정단> - 단역
- 2015.10.01~2015.10.31 박수정 <프로젝트 S> - 단역
- 2015.12.01~2015.12.31 서진 <하트브레이크 호텔> - 301호
- 2016.01.01~2016.01.31 김휘 <해마도시> - 종업원/안내원
- 2016.02.01~2016.02.29 도진기 <가족의 탄생> - 김순욱
- 2016.03.01~2016.03.31 김려령 <가시고백> - 단역
- 2016.04.01~2016.04.30 정아은 <모던하트> - 예성
- 2016.06.01~2016.06.30 홍부용 <아빠를 빌려 드립니다> - 도움이 아줌마/엄마
- 2016.08.01~2016.08.31 김종일 <몸> - 단역(에피소드 7,9)
- 2016.09.01~2016.09.30 이혜린 <열정같은 소리 하고 있네> - 단역
- 2016.10.01~2016.10.31 김호연 <망원동 브라더스> - 부장의 아내
- 2016.11.01~2016.11.30 이유선 <오버 더 힐 파티> - 조달자
- 2016.12.01~2016.12.31 김범 <공부해서 너 가져> - 학생 1/친구/분원장/동원의 아내

#### 소설극장(KBS 3라디오)
- 2015.01.17~2015.05.07 미겔 데 세르반테스 <돈 끼호테> - 단역
- 2015.05.08~2015.06.28 박민규 <죽은 왕녀를 위한 파반느> - 단역
- 2015.06.29~2015.08.15 프레드딕 배크만 <오베라는 남자> - 단역
- 2015.10.03~2015.11.26 이광수 <무정> - 선형의 엄마
- 2015.11.27~2016.01.08 양귀자 <원미동 사람들> - 시내 어머니(일용할 양식)
- 2016.02.25~2016.03.31 장강명 <표백> - 정세연(재키)
- 2016.05.20~2016.06.27 강태식 <굿바이 동물원> - 영희
- 2016.12.10~2016.12.12 상석제 <황만근은 이렇게 말했다> - 만근의 어머니

분류 21세기 대한민국의 여자 성우